# کورت وکستروم
کورت وکستروم (فنلاندی: Kurt Weckström; ۴ دسامبر ۱۹۱۱ – ۷ ژانویهٔ ۱۹۸۳) بازیکن فوتبال اهل فنلاند بود.
از باشگاه‌هایی که در آن بازی کرده‌است می‌توان به باشگاه فوتبال هلسینکی و باشگاه فوتبال کیفن اشاره کرد.
وی همچنین در تیم ملی فوتبال فنلاند بازی کرده‌است.